# Freitagszella
Freitagszella ist eine Kleinsiedlung im Wartburgkreis in Thüringen. Sie gehört zum Stadtteil Buchenau der Stadt Amt Creuzburg.

## Lage
Die Landesstraße 1017 erfasst die etwa zwei Kilometer westlich von Mihla am nördlichen Rand der Werraaue liegende Siedlung verkehrsmäßig. Die Flächen vom Nordufer der Werra zur Siedlung hin sind landwirtschaftliche Nutzfläche, bevor die bewaldeten Anhöhen der Werraniederung beginnen.

## Geschichte
Im Jahr 1802 wurde die Ansiedlung im sachsen-weimar-eisenachischen Amt Creuzburg erstmals urkundlich erwähnt. Freitagszell(a) gehörte im 19. Jahrhundert zur Gemeinde Ebenau, 1879 bestand der Ort aus vier Wohnhäusern mit 18 Einwohnern. 1922 wurde die Gemeinde nach Creuzburg eingemeindet, 1925 wurde sie unter dem Namen Buchenau wieder selbständig. 1994 wurde Buchenau mit Freitagszella ein Ortsteil von Mihla, diese ging Ende 2019 in der Stadt Amt Creuzburg auf.

## Sehenswürdigkeiten

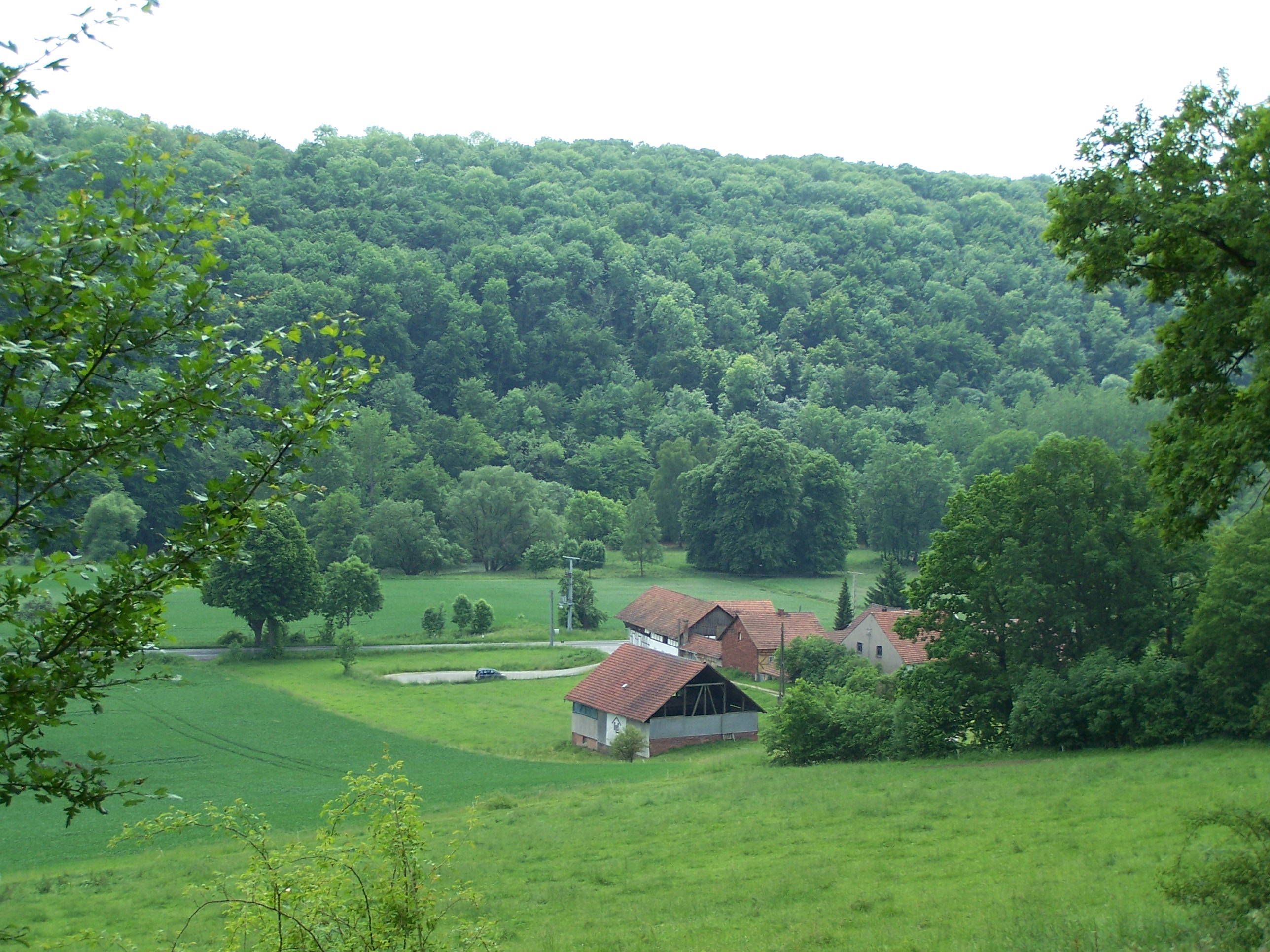
Blick vom Naturschutzgebiet Lienig auf Freitagszella (Juni 2013)

- In Freitagszella befindet sich eine Vierseithofanlage.
- Nördlich von Freitagszella befinden sich das Naturschutzgebiet Lienig und am Waldrand Reste eines bronzezeitlichen Hügelgräberfeldes.